# Pójdźka bramińska
Pójdźka bramińska (Athene brama) – gatunek średniej wielkości ptaka z rodziny puszczykowatych (Strigidae), podrodziny sóweczek. Występuje w Azji Południowej i Południowo-Wschodniej oraz w Iranie. Nie jest zagrożony wyginięciem.

## Taksonomia
Po raz pierwszy gatunek opisał Coenraad Jacob Temminck w 1821 na podstawie holotypu z Puducherry (Indie). Nowemu gatunkowi nadał nazwę Strix brama. Obecnie (2020) Międzynarodowy Komitet Ornitologiczny (IOC) umieszcza pójdźkę bramińską w rodzaju Athene. Wyróżnia 5 podgatunków. Osobniki z południowego Pakistanu i Iranu bywają umieszczane w osobnym podgatunku – A. b. albida.

## Podgatunki i zasięg występowania
IOC wyróżnia następujące podgatunki:
- A. b. indica (Franklin, 1831) – południowy Iran i południowy Pakistan (prawdopodobnie również południowy Afganistan) na wschód przez północny i centralny subkontynent indyjski po Bhutan i Bangladesz[4]
- A. b. ultra Ripley, 1948 – północno-wschodnie Indie (Arunachal Pradesh i wschodni Asam)[4]
- A. b. brama (Temminck, 1821) – południowe Indie[4]
- A. b. pulchra Hume, 1873 – centralna i południowa Mjanma[4]
- A. b. mayri Deignan, 1941 – północna i wschodnia Mjanma, Tajlandia (z wyjątkiem jej południowych krańców), południowy Laos, Kambodża i południowy Wietnam[4].

## Morfologia
Długość ciała wynosi 19–21 cm, masa ciała 110–115 g. Wierzch ciała ziemistobrązowy, niekiedy bardziej szarawy, a niekiedy rdzawy, pokryty białymi kropkami. Głowa okrągła, tęczówka żółta. Ogon stosunkowo wąski, pokryty białymi pasami. Spód ciała ma barwę od kremowej do płowobiałej, pokryty licznymi ciemnymi pasami, szczególnie na bokach piersi i ciała. Skoki opierzone. Długość skrzydła 134–171 mm, długość ogona 65–93 mm.

## Ekologia i zachowanie
Środowiskiem życia pójdziek bramińskich są różne otwarte tereny, w tym półpustynie, obrzeża wsi, obszarów upraw, zagajniki ze starymi drzewami i ruiny. Unikają gęstych lasów. Odnotowywane były od poziomu morza do około 1600 m n.p.m.  Aktywne są głównie wieczorem i nocą, ale widuje się je również za dnia. Żywią się głównie chrząszczami, ćmami i innymi owadami; zjadają również dżdżownicowate, jaszczurki, myszy i niewielkie ptaki.

### Lęgi
Okres lęgowy trwa od lutego do kwietnia w północnej części zasięgu, a od listopada do kwietnia w południowej części zasięgu. Pójdźki bramińskie gniazdują w dziuplach drzew lub zakamarkach budynków. Na terenach półpustynnych, gdzie brakuje drzew, zakładają gniazda w zagłębieniach w stromych skarpach i na klifach. Samica składa zwykle 2 lub 3 jaja (niekiedy do 5) o wymiarach średnio 32,2 na 27,1 mm. Inkubacja trwa 28–32 dni. Samica wysiaduje sama. Młode klują się synchronicznie; opiekują się nimi obydwa ptaki z pary.

## Status
IUCN uznaje pójdźkę bramińską za gatunek najmniejszej troski (LC, Least Concern) nieprzerwanie od 1988 (stan w 2024). Liczebność światowej populacji nie została oszacowana, ale ptak ten opisywany jest jako pospolity w większości swego zasięgu występowania. Ze względu na brak dowodów na spadki liczebności bądź istotne zagrożenia dla gatunku BirdLife International uznaje trend liczebności populacji za prawdopodobnie stabilny.